# 古歩道ベンジャミン
古歩道 ベンジャミン（ふるふぉーど べんじゃみん、旧名：Benjamin Fulford〈ベンジャミン・フルフォード〉、 1961年〈昭和36年〉 - ）は、カナダ出身のジャーナリスト。
米経済誌『フォーブス』の元アジア太平洋支局長。欧州（アングロサクソン、ポーランド）とユダヤにルーツを持つ。2007年に日本に帰化したカナダ系日本人。

## 概略
オタワ生まれ。上智大学比較文化学科を経て、カナダのブリティッシュコロンビア大学を卒業。米経済誌『フォーブス』のアジア太平洋支局長の職を経験。2007年（平成19年）に日本国籍を取得し帰化した。
主にフリーメイソン、イルミナティ、兵器としての人工地震等の陰謀論と称されているテーマを扱う。2006年3月に「日本を本気で変えたいと思う人への起爆マガジン」と銘打ち、責任編集雑誌『REAL JAPAN』を創刊。2008年10月から、まぐまぐより有料メールマガジン「ベンジャミン・フルフォードの国内外金融・経済・政治のウラ事情レポート」を発行していた。2009年のムー2月号にて、CIA・NSA関係者から聞いたとするUFO問題についてのインタビュー記事が掲載された。現在、有料ウェブマガジン「ベンジャミン・フルフォードの国内外金融・経済・政治のウラ事情レポート」を配信している。

## 出演番組
- ハローニッポン（NHK）2000年
- おはようコールABC（朝日放送）2008年3月までレギュラー出演
- たかじんのそこまで言って委員会（よみうりテレビ）（11月19日放送分等）
- ビートたけしのTVタックル（テレビ朝日）
- モーニングCROSS（TOKYO MX）

## 著書
- 『日本がアルゼンチン・タンゴを踊る日 : 最後の社会主義国家はいつ崩壊するのか?』〈Kobunsha paperbacks ; 5〉2002年12月5日。ISBN 433493305X。
- 『ヤクザ・リセッション : さらに失われる10年』光文社〈Kobunsha paperbacks ; 23〉、2003年10月4日。ISBN 4334933238。
- 『泥棒国家の完成』光文社〈Kobunsha paperbacks ; 32〉、2004年3月24日。ISBN 4334933327。
- 藤波俊彦 作画『まんが八百長経済大国の最期』光文社〈Kobunsha paperbacks ; 43〉、2004年9月22日。ISBN 4334933432。
- 『日本マスコミ「臆病」の構造 : なぜ真実が書けないのか』宝島社、2004年11月5日。ISBN 4796643753。
  - 『日本マスコミ「臆病」の構造 : なぜ真実が書けないのか 改訂版』宝島社、2005年5月25日。ISBN 4796646469。
- 『ペテン師の国ヤクザの帝国 : 政・官・財・ヤクザが日本を吸い尽くす : ノンフィクションコミック バブルの暗黒編』宙出版、2005年7月。ISBN 4776791714。
- 『ペテン師の国ヤクザの帝国 : 政・官・財・ヤクザが日本を吸い尽くす : ノンフィクションコミック 国家破産へのスロープ編』宙出版、2005年7月。ISBN 4776791722。
- 中丸薫『泥棒国家日本と闇の権力構造 : ぶっ壊します!』徳間書店、2005年9月22日。ISBN 4198620717。
- 『さらば小泉グッバイ・ゾンビーズ : 目覚めよ日本人、これがラスト・チャンス!』光文社〈Kobunsha paperbacks ; 76〉、2006年2月23日。ISBN 4334933769。
- 『リアルジャパン Vol.1』イーストプレス、2006年3月。ISBN 978-4872576146。
- カレル・ヴァン・ウォルフレン『幸せを奪われた「働き蟻」国家日本 : Japanシステムの偽装と崩壊』徳間書店、2006年3月。ISBN 978-4198621445。
- 『実録!平成日本タブー大全 1』宝島社〈宝島社文庫〉、2006年5月。ISBN 479664668X。
- 『9.11テロ捏造 : 日本と世界を騙し続ける独裁国家アメリカ』徳間書店、2006年7月。ISBN 4198621950。
- 『暴かれた9.11疑惑の真相』2006年9月11日。ISBN 978-4594052287。
- 『イケダ先生の世界 : 青い目の記者がみた創価学会』宝島社、2006年10月。ISBN 978-4796654906。
- 『葬送行進曲が聞こえる : 金満破産、待ったなし!』あ・うん、2006年10月13日。ISBN 978-4901318471。
- 適菜収『ユダヤ・キリスト教「世界支配」のカラクリ : ニーチェは見抜いていた』徳間書店、2007年2月。ISBN 978-4198622916。
- 『暴かれた「闇の支配者」の正体』扶桑社、2007年4月28日。ISBN 978-4594053642。
- 『騙されるニッポン』〈青春新書インテリジェンス〉2007年8月2日。ISBN 978-4413041799。
- 浅井隆『臆病国家日本が、世界の救世主になる日』あ・うん、2007年12月。ISBN 978-4901318617。
- 太田龍『まもなく日本が世界を救います : ベン&龍10の緊急提言』成甲書房、2007年12月4日。ISBN 978-4880862248。
- 『解体されるニッポン』青春出版〈青春新書インテリジェンス〉、2008年3月4日。ISBN 978-4413041966。
- 『ベンジャミン・フルフォードのリアル経済学』日経BP社、2008年7月10日。ISBN 978-4822246297。
- 『「中国が目論む世界支配」の正体 : ライジングドラゴンの野望』扶桑社、2008年7月23日。ISBN 978-4594057121。
- 柳下要司郎 編『笑って納得!ベンさんの世界が読めるジョーク集』あ・うん、2008年8月。ISBN 978-4901318686。
- 『世界と日本の絶対支配者ルシフェリアン』2008年11月27日。ISBN 978-4062151689。
- 『アメリカが隠し続ける金融危機の真実 : そして最後まで奪われる日本』青春出版、2008年12月20日。ISBN 978-4413036986。
- 『闇の支配者に握り潰された世界を救う技術』ランダムハウス講談社、2009年4月23日。ISBN 978-4270004876。
- 中丸薫『ドル消滅の仕組み』青志社、2009年5月2日。ISBN 978-4903853574。
- 星野陽平 原作、村田らむ 漫画『マンガ資本主義大崩壊 : マスコミが書かない「金融危機」の真相』イースト・プレス、2009年5月14日。ISBN 978-4781601632。
- 『仕組まれたアメリカ解体の真実 : そして道連れになる日本』青春出版、2009年6月25日。ISBN 978-4413037204。
- 西元啓子『闇の権力と闘う男 : ベンジャミン・フルフォードという生き方』ヴォイス、2009年7月24日。ISBN 978-4899762379。
- 『闇の支配者"最終戦争" : そして、新しい時代の突入へ』フォレスト出版、2009年8月7日。ISBN 978-4894519121。
- 『これが闇の権力イルミナティの内部告発だ!』青志社、2009年10月23日。ISBN 978-4903853697。
- 『ステルス・ウォー : 日本の闇を浸食する5つの戦争』講談社、2010年3月9日。ISBN 978-4062161244。
- 『中国元がドルと世界を飲み込む日 : 日本はG2時代をどう生き残るか』青春出版、2010年3月24日。ISBN 978-4413037501。
- 『日本を貶めた「闇の支配者」が終焉を迎える日 : 世界"裏"権力の崩壊からアジアの時代へ』ベストセラーズ、2010年3月26日。ISBN 978-4584132227。
- 『図解世界「闇の支配者」』扶桑社、2010年8月4日。ISBN 978-4594062477。
- ヘンリー・メイコウ『「フェミニズム」と「同性愛」が人類を破壊する : セックス洗脳と社会改造計画の恐怖』成甲書房、2010年9月10日。ISBN 978-4880862675。
- 『イルミナティ最高機密文書 : 闇の権力者たちがひた隠しにした門外不出のバイブル : 初の完全邦訳!』青志社、2010年9月18日。ISBN 978-4905042013。
- 『闇の支配者たちが仕掛けたドル崩壊の真実』青春出版、2010年11月10日。ISBN 978-4413037747。
- 『日本を支配する「鉄の五角形(アイアン・ペンタゴン)」の正体 : ネオヤクザ・リセッション』扶桑社、2010年12月7日。ISBN 978-4594063108。
- ジェリー・E・スミス『気象兵器・地震兵器・HAARP・ケムトレイル : 環境改変で世界支配をもくろむ軍事プログラム』成甲書房、2010年12月18日。ISBN 978-4880862712。
- 『闇の支配者"環境戦争" : そして、新しい世界の出現へ』フォレスト出版、2011年1月27日。ISBN 978-4894519305。
- 『勃発!第3次世界大戦 : 狂った悪魔のシナリオ』ベストセラーズ、2011年3月26日。ISBN 978-4584133002。
- 『イルミナティだけが知っている : 闇の支配者「絶対構造」の超カラクリ 洗脳工学篇』ヒカルランド〈超・はらはら ; 1〉、2011年4月12日。ISBN 978-4905027225。
- 『イルミナティだけが知っている : 闇の支配者「絶対構造」の超カラクリ 金融工学篇』ヒカルランド〈超・はらはら ; 2〉、2011年4月12日。ISBN 978-4905027232。
- 『闇の権力者たちのエネルギー資源戦争』青春出版、2011年7月28日。ISBN 978-4413038072。
- 飛鳥昭雄『二人だけが知っている超アンダーグランドのしくみ : 3・11人工地震テロ&金融サイバー戦争 : だまし討ちに気づかない日本人へ!これ以上毟られるのがいやならこれだけは知っておけ!』ヒカルランド〈超・はらはら ; 8〉、2011年9月5日。ISBN 978-4905027485。
- 『図解「闇の支配者」頂上決戦』扶桑社、2011年10月27日。ISBN 978-4594064983。
- 『メルトダウンする世界経済 : 闇の支配者と「金融大戦争」のカラクリ』イーストプレス、2011年11月。ISBN 978-4781607092。
- 『世界と日本の絶対支配者ルシフェリアン』講談社〈講談社+α文庫 ; G232・1〉、2011年12月21日。ISBN 978-4062814577。
- アレクサンダー・ロマノフ『われら二人超アンダーグランドとかく戦えり : 世界経済中枢の「巨大詐欺システム」を全部ばらす!』ヒカルランド〈超・はらはら ; 008〉、2012年1月20日。ISBN 978-4905027898。
- 『仕組まれた円高』青春出版〈青春新書 ; PI-349. インテリジェンス = INTELLIGENCE〉、2012年2月2日。ISBN 978-4413043496。
- 『勃発！サイバーハルマゲドン : 2012年、滅亡する白人エリート覇権』ベストセラーズ、2012年3月24日。ISBN 978-4584133996。
- テレンス・リー、丸山ゴンザレス『世界陰謀大全 : 世界を操る108の想像力』日本文芸社、2012年3月26日。ISBN 978-4537259384。
- 山口敏太郎『超陰謀論』青林堂、2015年3月。ISBN 978-4792605162。
- 板垣英憲『知ったら戦慄する嘘だらけ世界経済 : 今この世界を動かしてる超秘密』ヒカルランド、2015年9月。ISBN 978-4864713078。
- 響堂雪乃『植民地化する日本、帝国化する世界』ヒカルランド、2016年6月。ISBN 978-4-86471-381-8。

## 責任編集雑誌
- 『REAL JAPAN VOL.1』イースト・プレス、ISBN 4872576144